# Marina Zenovich
Marina Zenovich est une réalisatrice américaine de documentaires.

## Biographie
Marina Zenovich a réalisé plusieurs documentaires, dont Roman Polanski: Wanted and Desired, qui a été présenté au Festival de Cannes 2008.
En 2021, Marina Zenovich réalise une série documentaire sur Gwen Shamblin pour la chaîne de télévision HBO intitulé : The Way Down: God, Greed and the cult of Gwen Shamblin. Le terme The Way Down est en référence directe au titre d'un livre de Gwen Shamblin qui promeut un régime qu'elle présente comme basé sur la foi chrétienne. Les trois premiers épisodes de la série réalisée se concentrent sur la vie de Gwen Shamblin, une prédicatrice évangéliste à la tête de son propre église, the Remnant Church. Le documentaire montre comment Gwen Shamblin est parvenue à devenir une figure populaire au sein des églises évangéliques américaines tout en donnant par ailleurs la parole à différentes personnes estimant avoir été émotionnellement manipulées par Gwen Shamblin et son église. Zenovich fait ressortir les éléments sectaires, misogynes et ultra-conservateurs. Le documentaire s'intéresse ainsi de près au scandale lié au décès de Josef Smith suite à des maltraitances extrêmes, un enfant dont les parents sont des membres de l'église de Gwen Shamblin. Lors de sa sortie, cette mini-série rencontre un succès immédiat. Alors que Marina Zenovich est encore en train de tourner The Way Down, Gwen Shamblin et cinq autres membres de son église décèdent subitement d'un accident d'avion. Marina Zenovich et son équipe décident alors de produire une suite de deux épisodes, qui paraît en avril 2022 et qui s'intéresse à l'accident et à la passation de pouvoir au sein de l'église après ces décès,. Après le décès de Gwen Shamblin, plusieurs personnes s'adressent directement à Marina Zenovich afin d'apporter leur témoignage.

## Filmographie partielle
- 1997 : Independent's Day
- 2001 : Who Is Bernard Tapie?
- 2008 : Roman Polanski: Wanted and Desired
- 2012 : Roman Polanski: Odd Man Out
- 2013 : Richard Pryor: Omit the Logic
- 2014 : Fantastic Lies
- 2014 : Robin Williams: Viens dans mon esprit (Robin Williams: Come Inside My Mind)
- 2018 : Robin Williams: Come Inside My Mind
- 2020 – Lance[6]
- 2021 -2022 : The Way Down: God, Greed and the cult of Gwen Shamblin
- 2023 : Desperately Seeking Soulmate: Escaping Twin Flames Universe

Personal life